# محمد بن أحمد بن محمد الشرفي الصفاقسي
محمد بن أحمد بن محمد الشرفي الصفاقسي، أخو الجغرافي على بن احمد بن محمد الشرفي الصفاقسي. هو جغرافي تونسي من عائلة علمية أصلها أندلسي. عاش في القرن 16 الميلادي. اشتهر بخارطته المصورة على جلد شاة كامل على عادة الخرائط الايطالية والفرنسية في ذلك الوقت. وقد وصف اماري الخريطة بأنها «بديعة»، ووصفها بلوشيه بأنها « … دليل انحطاط مدرسة الخرائط الكارتوغرافية التونسية».